# Jean-Cyril Spinetta
Jean-Cyril Spinetta (nacido el 4 de octubre de 1943) es un ejecutivo francés que es actualmente el presidente y consejero delegado de la aerolínea Air France y el conglomerado empresarial Air France-KLM.

## Primeros años y formación
Spinetta nació en París, y sus padres proceden de Córcega. Acudió al Lycée Hoche en Versalles y después a la Facultad de Derecho de la Universidad de París. También se graduó en ciencias políticas y entró en la École Nationale d'Administration (Escuela nacional de administración) en 1970.

## Carrera
Tras ocupar diversos ministerios, se convirtió en 1990 en presidente y Consejero delegado de la antigua aerolínea Air Inter. En 1997, Spinetta fue nombrado presidente y Consejero Delegado de la compañía nacional Air France y del conglomerado empresarial Air France-KLM en 2003. Fue también presidente entre 2004 y 2005 de la IATA.

### Controversias
El martes 10 de abril de 2012 su compañía Air France fue condenada a pagar 100.000 euros de multa por «complicidad en trabajo encubierto» en su filial CityJet. A su vez Spinetta fue condenado por las mismas razones a pagar una multa de 15.000 euros. Adicionalmente, deberán pagar 2.000 euros por daños y perjuicios a 21 empleados de CityJet, quienes además tendrán derecho de indemnización para compensar los derechos perdidos en materia de pensiones.